# La Haye-d'Ectot
Pour les articles homonymes, voir Haye.
La Haye-d'Ectot est une commune française située sur la Côte des Isles dans le département de la Manche en région Normandie, peuplée de 285 habitants.

## Géographie

### Localisation
Les communes limitrophes sont  Barneville-Carteret, Les Moitiers-d'Allonne, Saint-Jean-de-la-Rivière, Saint-Maurice-en-Cotentin et Sortosville-en-Beaumont.

### Hydrographie
La commune est située dans le bassin Seine-Normandie. Elle est drainée par la Gerfleur, le Veillègue, le cours d'eau 01 de la commune de Sortosville-en-Beaumont et le cours d'eau 02 de la commune de Barneville-Carteret,,.
La Gerfleur, d'une longueur de 10 km, prend sa source dans la commune de Saint-Pierre-d'Arthéglise et se jette dans le golfe de Saint-Malo à Barneville-Carteret, après avoir traversé quatre communes.

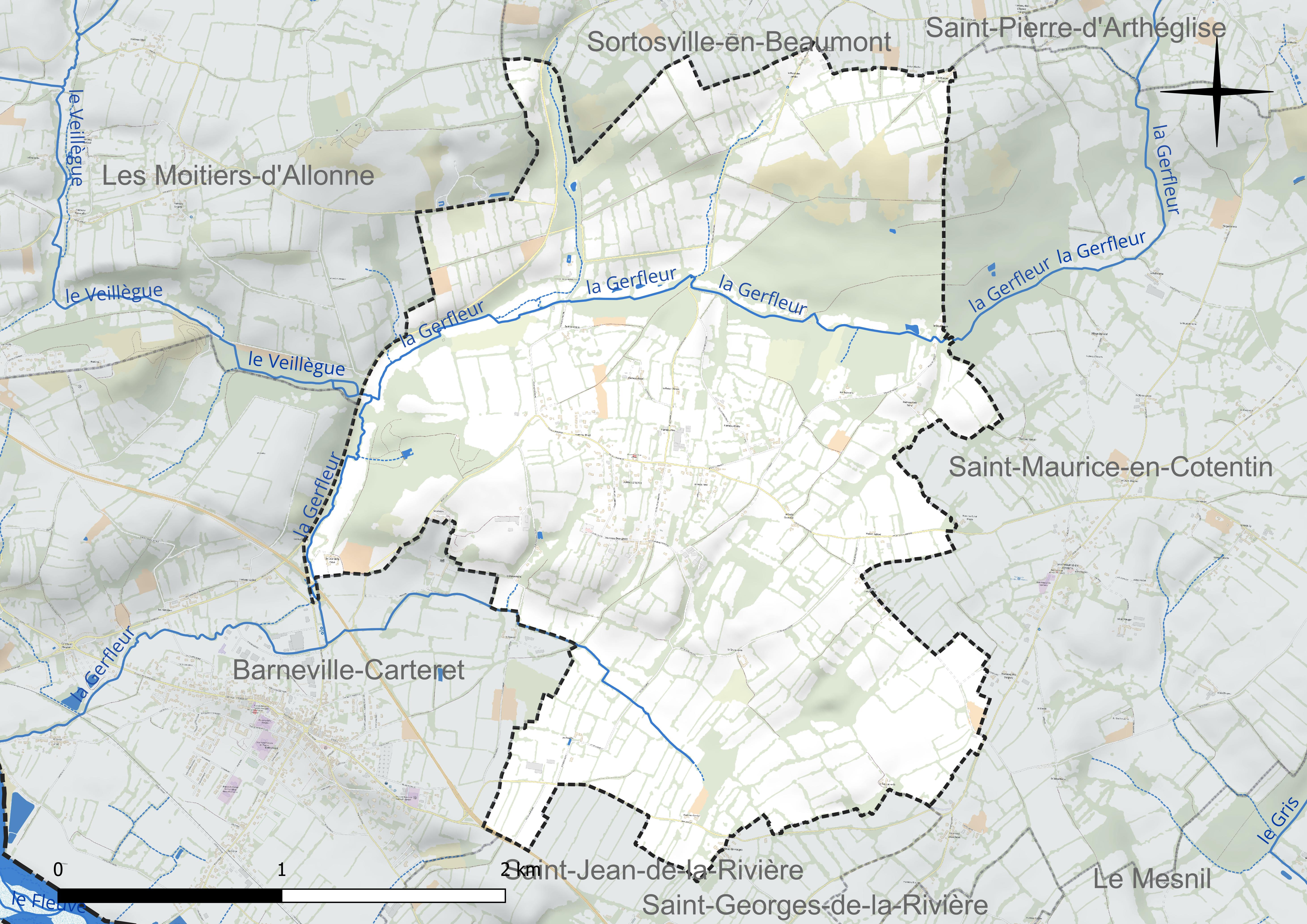
Réseau hydrographique de la La Haye-d'Ectot.

### Climat
Pour des articles plus généraux, voir Climat de la Normandie et Climat de la Manche.
En 2010, le climat de la commune est de type climat océanique franc, selon une étude du CNRS s'appuyant sur une série de données couvrant la période 1971-2000. En 2020, Météo-France publie une typologie des climats de la France métropolitaine dans laquelle la commune est exposée à un climat océanique et est dans la région climatique  Normandie (Cotentin, Orne), caractérisée par une pluviométrie relativement élevée (850 mm/a) et un été frais (15,5 °C) et venté. Parallèlement le GIEC normand, un groupe régional d’experts sur le climat, différencie quant à lui, dans une étude de 2020, trois grands types de climats pour la région Normandie, nuancés à une échelle plus fine par les facteurs géographiques locaux. La commune est, selon ce zonage, exposée à un « climat maritime », correspondant au Cotentin et à l'ouest du département de la Manche, frais, humide et pluvieux, où les contrastes pluviométrique et thermique sont parfois très prononcés en quelques kilomètres quand le relief est marqué.
Pour la période 1971-2000, la température annuelle moyenne est de 11 °C, avec une amplitude thermique annuelle de 11,1 °C. Le cumul annuel moyen de précipitations est de 918 mm, avec 14,3 jours de précipitations en janvier et 8,1 jours en juillet. Pour la période 1991-2020, la température moyenne annuelle observée sur la station météorologique la plus proche, située sur la commune de Cherbourg-en-Cotentin à 29 km à vol d'oiseau, est de 12,1 °C et le cumul annuel moyen de précipitations est de 963,9 mm,. Pour l'avenir, les paramètres climatiques de la commune estimés pour 2050 selon différents scénarios d’émission de gaz à effet de serre sont consultables sur un site dédié publié par Météo-France en novembre 2022.

## Urbanisme

### Typologie
Au 1er janvier 2024, La Haye-d'Ectot est catégorisée commune rurale à habitat dispersé, selon la nouvelle grille communale de densité à sept niveaux définie par l'Insee en 2022.
Elle est située hors unité urbaine et hors attraction des villes,.

### Occupation des sols
L'occupation des sols de la commune, telle qu'elle ressort de la base de données européenne d’occupation biophysique des sols Corine Land Cover (CLC), est marquée par l'importance des territoires agricoles (89,9 % en 2018), en diminution par rapport à 1990 (93,4 %).
La répartition détaillée en 2018 est la suivante : prairies (58,9 %), terres arables (16,5 %), zones agricoles hétérogènes (14,6 %), forêts (6,6 %), milieux à végétation arbustive et/ou herbacée (3,4 %).

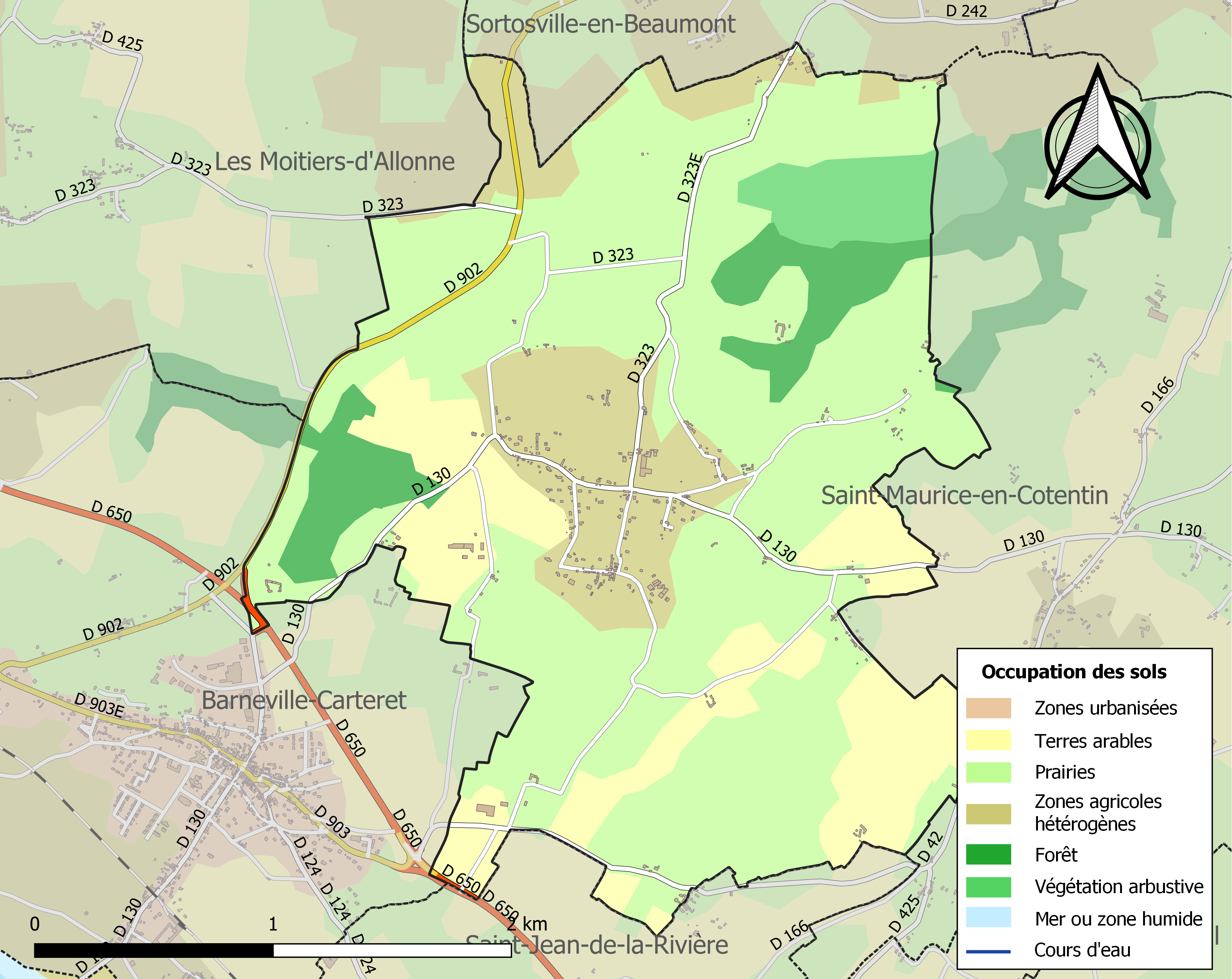
Carte des infrastructures et de l'occupation des sols de la commune en 2018 (CLC).

L'évolution de l’occupation des sols de la commune et de ses infrastructures peut être observée sur les différentes représentations cartographiques du territoire : la carte de Cassini (XVIIIe siècle), la carte d'état-major (1820-1866) et les cartes ou photos aériennes de l'IGN pour la période actuelle (1950 à aujourd'hui).

## Toponymie
Le nom de la localité est attesté sous la forme Haya en 1056, Esquetot vers 1187, La Haye d'Ectot à partir de 1341.
Toponyme médiéval issu de l'ancien français haie « haie, clôture ; lisière de bois ; bois servant de clôture ; garenne, bois clos servant de réserve de gibier ». Pour François de Beaurepaire, ce type d'appellation désigne souvent une paroisse nouvellement créée après défrichement en lisière d'une zone boisée, excentrée par rapport à la paroisse principale. (en l'occurrence, Barneville).
Le toponyme Hectot, est d'origine scandinave et constitué de l’élément -tot (issu de l'ancien scandinave topt « domaine rural ; habitation avec terre ») précédé de l'appellatif eski « frêne », d'où le sens global de « village du frêne »[réf. incomplète].

## Histoire

### Moyen Âge
Au XIe siècle, le territoire de La Haye-d'Ectot appartient au comté de Mortain,. Les seigneurs de La Haye-d'Ectot devaient « 5 sols payables à la my-caresme pour aide de Mortain ».
Jourdain de Barneville, vivant au XIIe siècle, donna le patronage de l'église Notre-Dame à l'abbaye du Vœu de Cherbourg. Il est également le fondateur du prieuré de la Taille qu'il donna également à l’abbaye du Vœu.
Lors de l'occupation anglaise de la Normandie (1418-1450), dans la seconde phase de la guerre de Cent Ans, la seigneurie est confisquée par les Anglais. Après le départ de ceux-ci, Guillaume Le Tellier, qui avait hérité des droits de son oncle, Jean Piquet, récupère, en 1451, la seigneurie.

### Temps modernes
En 1567, Jean de La Luthumière, écuyer, baron, de La Luthumière, sieur de La Haye-d'Ectot, Le Buisson à Besneville, de Mons à Yvetot-Bocage et d'Yvetot, est taxé de 65 livres dans le rôle des nobles et roturiers, au titre du ban et de l'arrière ban de la vicomté de Coutances, réalisé par Gilles Dancel, seigneur d'Audouville, lieutenant général du bailli de Cotentin, tenu à Coutances les 20-22 octobre. La Haye-d'Ectot, quart de fief de haubert tenu du roi sous la vicomté de Carentan, avait des extensions sur Barneville, Saint-Jean-de-la-Rivière, Carteret, Les Moitiers-d'Allonne, Saint-Maurice et environs.
En 1594, Antoine de La Luthumière († 1619), baron de La Luthumière, est seigneur du lieu et de Brix. Lui succède son fils, François Le Tellier de La Luthumière (1579-1658), baron de La Luthumière, seigneur et patron de Brix et autres seigneuries, et gouverneur de la ville et château de Cherbourg, qui prit le parti de la Fronde. François (1617-1699), son fils, fonda en 1654 le séminaire de Valognes. À la mort de Marie-Françoise Le Tellier de La Luthumière (1625-1695), sa fille, Catherine-Thérèse Goyon de Matignon-Thorigny (1662-1699), épouse de Jean-Baptiste Colbert de Seignelay (1651-1690), fils de Colbert, reçoit les seigneuries d'Yvetot, de la Haye-d'Ectot et de Carteret.

## Politique et administration
| Période                                  | Période   | Identité            | Étiquette | Qualité          |
| ---------------------------------------- | --------- | ------------------- | --------- | ---------------- |
| 1830                                     | 1839      | Jean-François Bazin |           |                  |
|                                          |           |                     |           |                  |
| 1973                                     | 1995      | Paul Duchesne       |           |                  |
| 1995                                     | mars 2001 | Christian Duchesne  |           | Enseignant       |
| mars 2001                                | En cours  | Gilbert Giot        | SE        | Technicien Areva |
| Les données manquantes sont à compléter. |           |                     |           |                  |

## Population et société
Les habitants de la commune sont appelés les Hectotais.

### Démographie
L'évolution du nombre d'habitants est connue à travers les recensements de la population effectués dans la commune depuis 1793. Pour les communes de moins de 10 000 habitants, une enquête de recensement portant sur toute la population est réalisée tous les cinq ans, les populations de référence des années intermédiaires étant quant à elles estimées par interpolation ou extrapolation. Pour la commune, le premier recensement exhaustif entrant dans le cadre du nouveau dispositif a été réalisé en 2008.
En 2022, la commune comptait 285 habitants, en évolution de +15,38 % par rapport à 2016 (Manche : −0,31 %, France hors Mayotte : +2,11 %).
| 1793 | 1800 | 1806 | 1821 | 1831 | 1836 | 1841 | 1846 | 1851 |
| ---- | ---- | ---- | ---- | ---- | ---- | ---- | ---- | ---- |
| 372  | 397  | 429  | 440  | 486  | 488  | 501  | 443  | 413  |

| 1856 | 1861 | 1866 | 1872 | 1876 | 1881 | 1886 | 1891 | 1896 |
| ---- | ---- | ---- | ---- | ---- | ---- | ---- | ---- | ---- |
| 392  | 376  | 393  | 373  | 409  | 375  | 427  | 318  | 310  |

| 1901 | 1906 | 1911 | 1921 | 1926 | 1931 | 1936 | 1946 | 1954 |
| ---- | ---- | ---- | ---- | ---- | ---- | ---- | ---- | ---- |
| 277  | 264  | 256  | 235  | 219  | 227  | 222  | 268  | 247  |

| 1962 | 1968 | 1975 | 1982 | 1990 | 1999 | 2006 | 2008 | 2013 |
| ---- | ---- | ---- | ---- | ---- | ---- | ---- | ---- | ---- |
| 219  | 210  | 163  | 150  | 147  | 195  | 220  | 227  | 239  |

| 2018 | 2022 | - | - | - | - | - | - | - |
| ---- | ---- | - | - | - | - | - | - | - |
| 266  | 285  | - | - | - | - | - | - | - |

## Culture locale et patrimoine

### Lieux et monuments

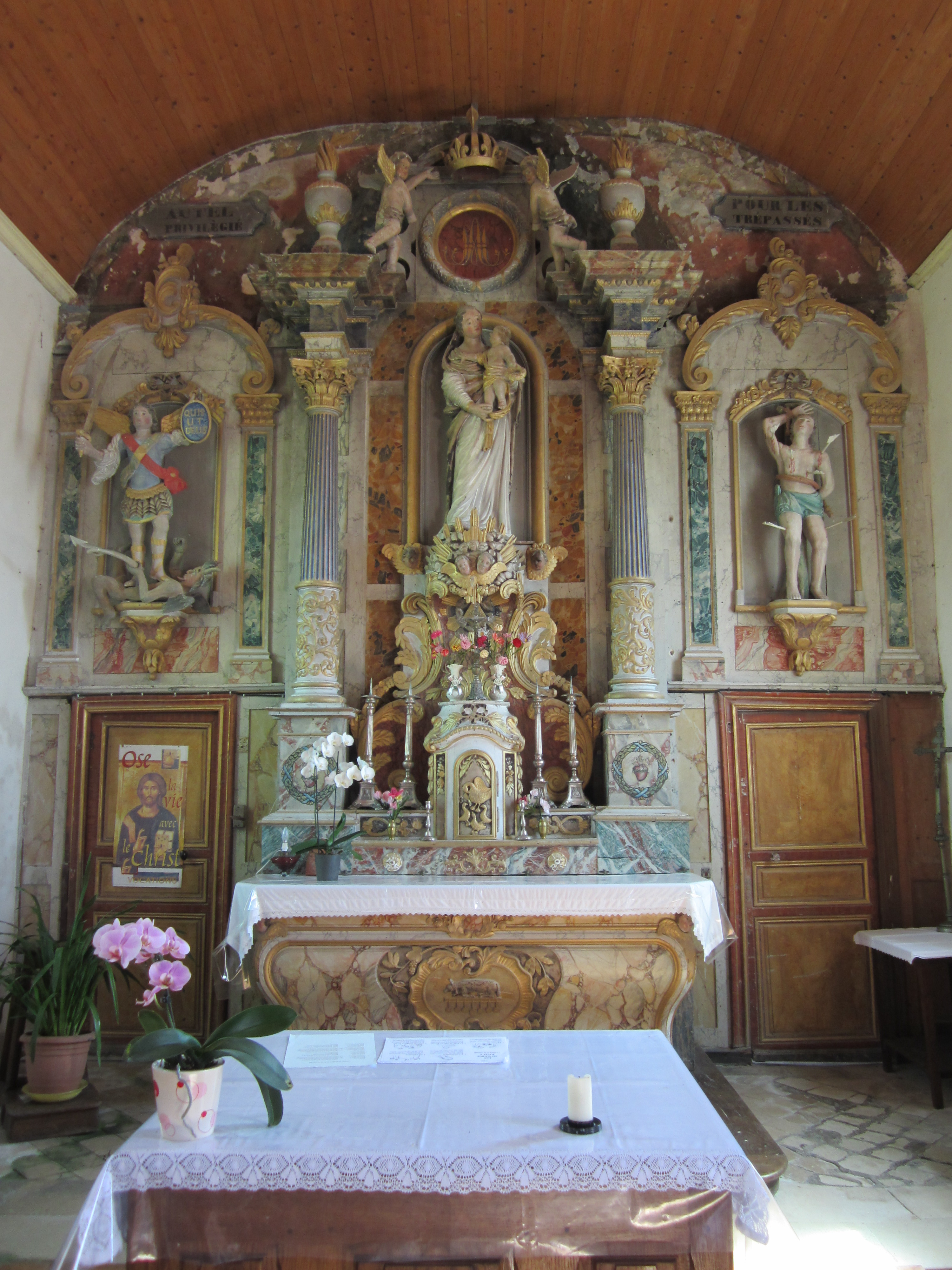
Maitre-autel.

- Église Notre-Dame des XIe, XIVe – XVIIIe siècles, d'origine romane, avec un appareil en arête-de-poisson[Note 4]. L'édifice abrite un maître-autel daté de 1770, retable et statues saint Sébastien, saint Michel et Vierge à l'Enfant, de style baroque classé, en 1957, au titre objet aux monuments historiques[37] ainsi qu'un bas-relief du XVIe.
- Ancien prieuré de la Taille des XVe – XVIe siècles et les vestiges de sa fontaine[38]. Un colombier masque en partie les bâtiments organisés en « U ». Le site, devenu ferme en 1790, et qui fut remanié aux XVIIIe et XIXe siècles, conserve de nombreux éléments du XVe siècle[39].
- Manoir des Essarts avec charterie, tourelle et pigeonnier.
- Manoir de la Cour de la Haye à double porche des XVIe – XVIIIe siècles et son moulin.
- Ferme de la Devougerie du XVIIIe siècle.
- Source minérale de la Taille (inaccessible), attestée au XIXe siècle.
- Allée couverte, non protégée, qui devait avoir 12 m de longueur et de 1 m de largeur.
- Ancien four à pain et puits en pierre au Haut-des-Landes.

### Personnalités liées à la commune
- Renaud de La Haye, (1307-1401), seigneur d'Ectot (XIVe siècle)[40].